# 朝日町 (嘉義市)

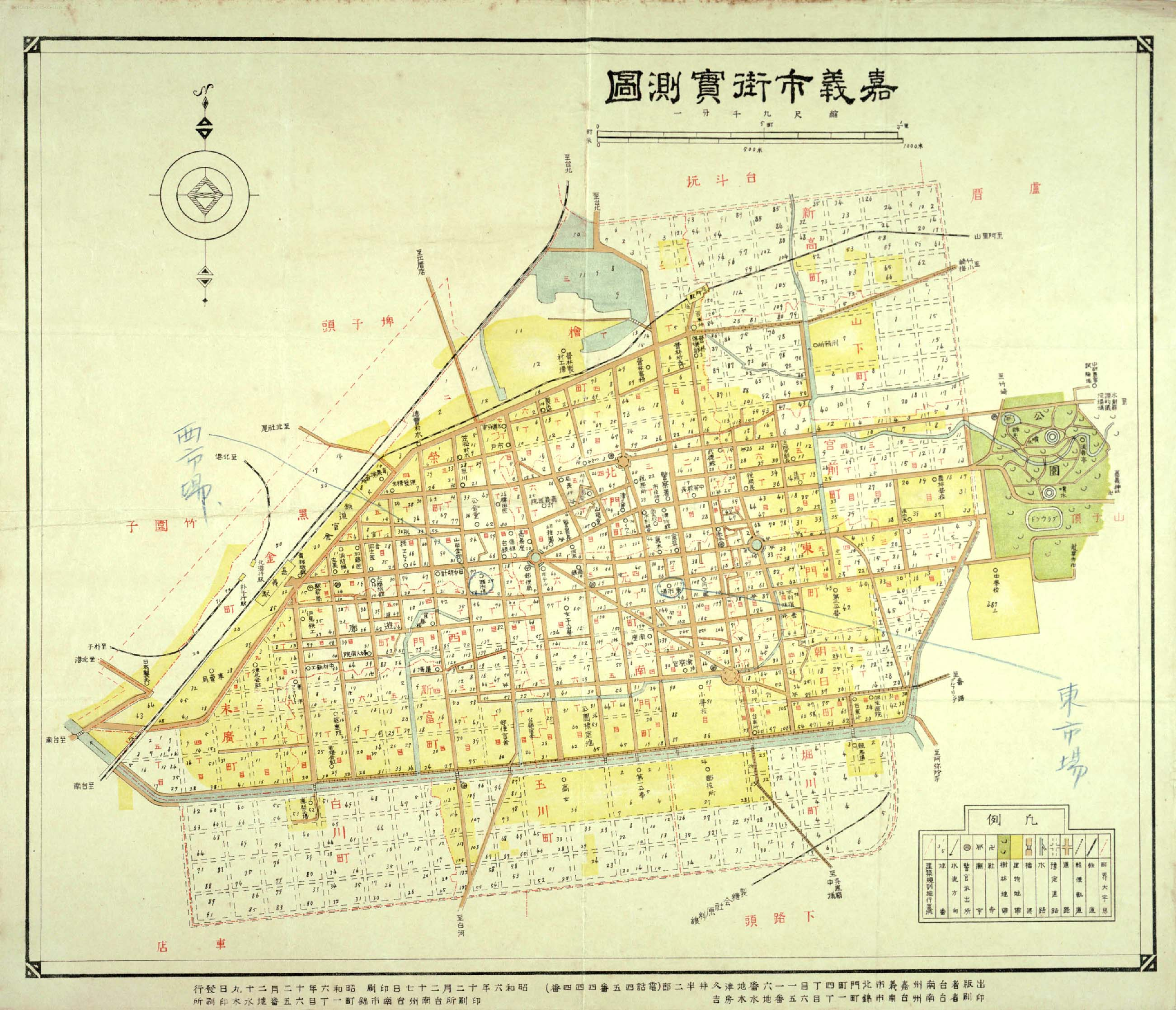
1931年嘉義市街圖

朝日町是台南州嘉義市於台灣日治時代1930年至1945年之行政區，分為6個丁目，位在嘉義市區東側，大致為現今延平街、啟明路、垂楊路、南門街之間的地區，為地籍民族段一至六小段之範圍。

## 町內設施
- 二丁目：保生醫院（1914年設立的傳染病院）[1]

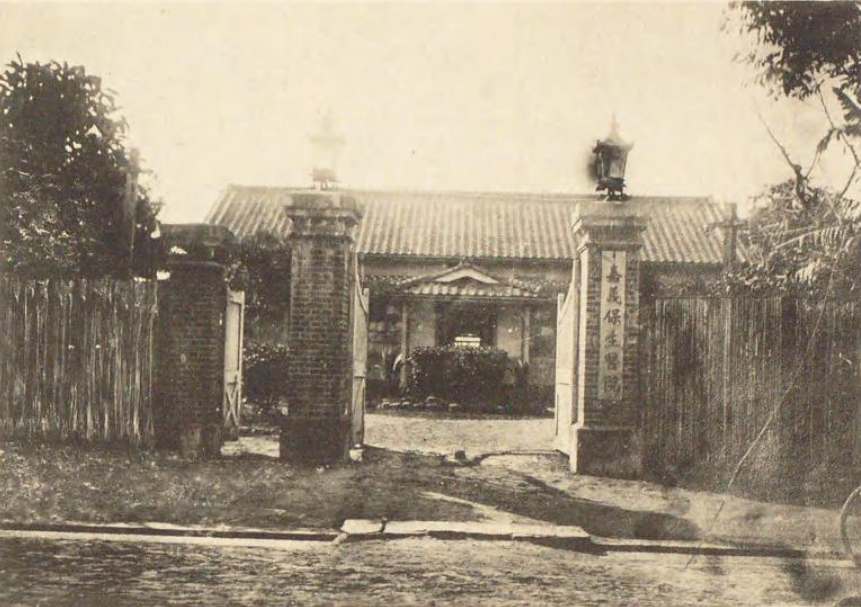
嘉義保生醫院